# Midnight Bourbon
Midnight Bourbon, född 25 januari 2018, död 17 april 2022, var ett engelskt fullblod, mest känd för att ha segrat i Lecomte Stakes (2020), samt för att ha kommit tvåa i Preakness Stakes (2021), Travers Stakes (2021) och Saudi Cup (2022).

## Karriär
Midnight Bourbon var en mörkbrun hingst efter Tiznow och under Catch The Moon (efter Malibu Moon). Han föddes upp av Stonestreet Farm och ägdes av Winchell Thoroughbreds LLC. Han tränades av Steve Asmussen.
Midnight Bourbon tävlade mellan 2020 och 2022 och sprang in totalt 1 197 970 dollar på 14 starter, varav 2 segrar, 6 andraplatser och 5 tredjeplatser. Han tog karriärens största seger i Lecomte Stakes (2020). Bland andra större meriter räknas andraplatserna i Preakness Stakes (2021), Travers Stakes (2021) och Saudi Cup (2022).
Midnight Bourbon dog plötsligt den 17 april 2022 av akuta matsmältningsproblem.